# Prasium majus
Prasium és un gènere de plantes amb flors, dins la família lamiàcia que va ser descrit per primera vegada l'any 1982. És un gènere monotípic i, per tant, conté una única espècie: Prasium majus, que va ser descrita l'any 1753. És una planta nativa de Madeira, les Canàries, i la regió mediterrània a Europa, Àfrica del Nord, Orient Mitjà arribant fins a Turquia i Palestina.